# Tarnogskij Gorodok
Tarnogskij Gorodok (ros. Тарногский Городок) – wieś (sieło) w Rosji, w obwodzie wołogodzkim, ośrodek administracyjny rejonu tarnogskiego. W 2010 liczyła 5368 mieszkańców.